# Новосильское княжество
Новоси́льское княжество (Новосильско-Одоевская земля) — древнерусское княжество в Верхнеокском бассейне, располагавшееся по рекам Неручь, Зуша, Упа и верхнему течению Оки и Дона. Земли будущего Новосильского княжества в VIII—IX веке заселялись восточнославянским племенем вятичей. Они дольше других, вплоть до XII века, отстаивали свою независимость от Киевской Руси. В XI веке осуществлялась активная колонизация вятичских земель Древнерусским государством и в XII веке их земли были поделены между тремя самостоятельными княжествами: северная территория вошла в состав Ростово-Суздальского княжества, среднее Поочье отошло к княжеству Рязанскому, а верхнеокский бассейн вошёл в состав Черниговского княжества. В конце XIII или в начале XIV века в составе Глуховского княжества, которое в свою очередь в 1290-х годах выделилось из Черниговского, был выделен Новосильский удел. В первой половине XIV века образовалось самостоятельное Новосильское княжество, которое в разные времена находилось и в союзе с Москвой, и в вассальных отношениях с Золотой Ордой, и с Литвой. Но основным сюзереном являлась Золотая Орда. От ордынских ханов князья получали ярлыки на княжение, которые не оспаривались другими князьями, и которые ставили небольшое Новосильское княжество на один уровень с другими великими княжествами и князья самостоятельно собирали и отправляли установленную дань в Орду. Лишь в 1494 году потомки Новосильских князей вместе со своими уделами были записаны, а 25 марта 1503 года окончательно закреплены за государем всея Руси Иваном III.

## География
Бо́льшая часть Новосильского княжества располагалась на территории нынешней Орловской области, а северная её часть на землях современных Тульской и Калужской областей. Основной водной системой являлась река Ока и её крупные притоки Зуша и Упа, а также верхнее течение Дона. Северная граница княжества доходила до широтного течения Оки, а южная ограничивалась примерно рекой Сосной. Домагощь и Мценск являлись западными порубежными городами.

## История
После гибели в Орде в 1246 году князя Михаила Всеволодовича Черниговского, Черниговское княжество было разделено между его сыновьями. Третий сын Михаила Черниговского, Семён Михайлович, получил второй по значению удел — Глуховский (Глухово-Новосильский). После смерти Семёна Михайловича Новосильский удел достался его второму сыну Александру Семёновичу — первому новосильскому удельному князю, которого в 1326 году казнили в Орде по приказу хана Узбека. Кто стал правителем удела после смерти Александра Новосильского, точно не известно. Исследователи Любецкого синодика считают Семёна и Сергея Александровичей сыновьями Александра Новосильского. О Сергее в синодике написано, что он был убит татарами. В духовной грамоте московского князя Семёна Гордого (ум.1353) упоминается Семён Новосильский, который мог быть сыном Михаила Глуховского или Александра Новосильского. В 1352 году по русской земле прокатилась эпидемия чумы: «Тоже лета бысть мор силен зело в Смоленске, и в Киеве, и в Чернигове, и в Суждали, и во всей земле Рустей смерть люта, и напрасна, и скора». Чума не обошла стороной и Глуховское княжество. Очень сильно пострадала столица — Глухов: «В Глухове ж тогда ни один человек не остася, вси изомроша». Князь Семён перенёс столицу княжения в отдалённый, но менее пострадавший Новосиль. Глухово-Новосильский удел превратился в удельное княжество, которое стало называться Новосильским. В него вошли города: Белёв, Воротынск, Одоев. Письменных доказательств о вхождении в княжество Калуги и Мценска не имеется. Город Глухов и южная часть княжества не вошли в состав вновь образованного Новосильского. Это может говорить в пользу того, что княжил в Новосиле всё-таки Семён Александрович. Потомки Семёна Михайловича Глуховского правили этим княжеством вплоть до его распада.

### Причина выбора столицей Новосиля
Почему выбор пал на Новосиль. По своей неприступности городок намного уступал, расположенному в 50 км, Мценску — одному из лучших, в оборонительном смысле, крепостей на юго-восточных границах Руси того времени. Мценская крепость располагалась на скалистой, со всех сторон неприступной горе и трудными подступами. Новосильские же подходы с напольной стороны не имели естественных природных преград. С юго-восточной стороны к городу подходила «Новосильская» дорога, соединяющая северные русские княжества с югом и далее уходившая в сторону Золотой орды. Эта дорога через сто километров соединялась со степным шляхом, который в XVI веке получит имя «Муравский». Новосиль был последним пограничным русским городом (не считая малой крепости Коршева), который провожал и встречал русских и восточных купцов, и русских князей, ехавших с челобитным поклоном к золотоордынским правителям. Именно торгово-посольский путь и сыграл основную роль в выборе столицы княжества. Здесь можно было найти безопасный ночлег, сбыть часть своих товаров, воспользоваться услугами ремесленников, а казна новосильского князя получала пошлины, что позволяло городу расти и развиваться. Вторая половина XIV века явилась кратковременным расцветом Новосиля и княжества, которого уже никогда больше не было достигнуто впоследствии.

### В союзе с Москвой
В конце 1360-х годов новосильский князь Иван Семёнович разорвал отношения с Москвой и вступил в союз с Литвой, породнившись с князем Ольгердом, который выдал за него свою дочь. В отместку за это весной 1370 года воеводы московского князя Дмитрия Ивановича (будущего Донского) вторглись в Новосильское княжество. Князь Иван был смещён с княжения, а новосильский престол занял его младший брат Роман Семёнович, ставший впоследствии верным союзником Москвы. В 1375 году он со своей дружиной принял участие в походе московского князя Дмитрия на Тверь против тверского князя Михаила Александровича, заключившего союз с Ольгердом и Мамаем. В декабре 1375 года татары разорили Новосильские земли, говоря при этом: «Пошто естя воевали Тферь?». После татарского разорения князь Роман Семёнович перенёс столицу княжества дальше на север в Одоев; но несмотря на это, он и его наследники носили титул князей Новосильских. В 1376 году, перешедший на службу к Мамаю с левобережья Волги, хан Синей Орды Арапша (Араб-Шах) разорил ещё раз Новосильское княжество, избегнув столкновения с вышедшим за Оку московским войском. В Куликовской битве принимала участие и Одоевско-Новосильская дружина во главе с князем Романом Семёновичем. Литовский князь Ягайло, шедший на помощь Мамаю, проложил свой маршрут через земли Новосильско-Одоевского княжества, оставляя после себя пепелища сожжённых селений и городов. После перенесения столицы на новое место вместе с князем перебралась и его дружина, и спасшиеся жители Новосиля и окрестных селений. Об этом могут косвенно указывать топонимы, перенесённые из новосильской в одоевские земли. Южная часть Новосильско-одоевского княжества пришла почти в полное запустение.

### Под властью Литвы
В конце XIV (или в начале XV) века на Новосильско-Одоевском престоле Романа Новосильского сменил его сын предположительно Семён Романович. Семён Романович упоминается в качестве князя в 1402 году в договоре между московским князем Василием I и рязанским Фёдором Олеговичем. Историк-краевед Р. А. Беспалов небезосновательно утверждает, что у князя Романа Семёновича Новосильского было только трое сыновей: Василий, Лев и Юрий, которые имели потомство и по лествичному праву могли занимать главные столы в Одоеве, а Семён Романович ошибочно упомянут в докончании 1402 года. В эти годы территория Верховских княжеств, находящихся под влиянием Москвы, явилась ареной войны между Литвой и Москвой. Военные действия, носившие вялотекущий характер и сопровождавшиеся кратковременными перемириями, начались в 1406 году. В 1407 году Одоев был сожжён литовскими войсками. В 1408 после стояния на реке Угре Верховские княжества, в том числе и Новосильско-Одоевское, перешли под власть Великого княжества Литовского. Сохранив свой удел в сильно урезанном виде, новосильские князья признали свою вассальную зависимость от Литвы. На основании заключенных докончаний только Новосильские князья обладали достаточной самостоятельностью и свободой в своих действиях, кроме внешних сношений. В 1422 году князь Юрий Романович вместе с подмогой, присланной Витовтом, разгромил под Одоевом войска хана Худайдата.

### Распад княжества
В первой четверти XV века в составе Новосильско-Одоевского княжества были выделены небольшие Белёвский и Воротынский уделы. Документально подтверждённым за 1424 год, Новосильско-Одоевским князем был сын Романа Новосильского — Юрий Романович (Чёрный). После смерти Юрия Романовича (около 1432 года) единство Новосильско-Одоевского княжества было нарушено. Выделенные ранее уделы превратились в самостоятельные княжества: Белёвское со столицей в Белёве, Воротынское — в Воротынске и Одоевское (Одоево-Новосильское), в каждом  из которых правила та или иная ветвь Новосильских князей. Тем не менее титул Новосильских князей сохранялся и, среди потомков Романа Семёновича видимо шла борьба за старшинство в роде и использование этого титула. Факт распада некогда единого княжества признаётся практически всеми историками-исследователями.

## Князья Новосильские
| \| \| \| \| \| \| \| \| \| \| \| \| \| \| \| \| \| \| \| \| \| \| \| \| \| \| \| \| \| Семён Михайлович князь Глуховский (2-я половина XIII в.) \| \| \| \| \| \| \| \| \| \| \| \| \| \| \| \| \| \| \| \| \| \| \| \| \| \| \| \| \| \| \| \| \| \| \| \| \| \| \| \| \| \| \| \| \| \| \| \| \| \| \| \| \| \| \| \| \| \| \| \| \| \| \| \| \| \| \| \| \| \| \| \| \| \| \| \| \| \| \| \| \| \| \| \| \| \| \| \| \| \| \| \| \| \| \| \| \| \| \| \| \| \| \| \| \| \| \| \| \| \| \| \| \| \| \| \| \| \| \| \| \| \| \| \| \| \| \| \| \| \| \| \| \| \| \| \| \| \| \| \| \| \| \| \| \| \| \| \| \| \| \| \| \| \| \| \| \| \| \| \| \| \| \| \| \| \| \| \| \| \| \| \| \| \| \| \| \| \| \| \| \| \| \| \| \| \| \| \| \| \| \| \| \| \| \| \| \| \| \| Михаил Семёнович князь Глуховский (конец XIII—начало XIV в.) \| Михаил Семёнович князь Глуховский (конец XIII—начало XIV в.) \| Михаил Семёнович князь Глуховский (конец XIII—начало XIV в.) \| Михаил Семёнович князь Глуховский (конец XIII—начало XIV в.) \| Михаил Семёнович князь Глуховский (конец XIII—начало XIV в.) \| Михаил Семёнович князь Глуховский (конец XIII—начало XIV в.) \| \| \| \| \| \| \| \| \| \| \| Александр Семёнович князь Новосильский (казнён в Орде в 1326) \| Александр Семёнович князь Новосильский (казнён в Орде в 1326) \| Александр Семёнович князь Новосильский (казнён в Орде в 1326) \| Александр Семёнович князь Новосильский (казнён в Орде в 1326) \| Александр Семёнович князь Новосильский (казнён в Орде в 1326) \| Александр Семёнович князь Новосильский (казнён в Орде в 1326) \| \| \| \| \| \| \| \| \| \| \| \| \| \| \| Всеволод Семёнович князь Устивский \| Всеволод Семёнович князь Устивский \| Всеволод Семёнович князь Устивский \| Всеволод Семёнович князь Устивский \| Всеволод Семёнович князь Устивский \| Всеволод Семёнович князь Устивский \| \| \| \| \| \| \| \| \| \| \| \| \| \| \| \| \| \| \| \| \| \| \| \| \| \| \| \| \| \| \| \| Михаил Семёнович князь Глуховский (конец XIII—начало XIV в.) \| Михаил Семёнович князь Глуховский (конец XIII—начало XIV в.) \| Михаил Семёнович князь Глуховский (конец XIII—начало XIV в.) \| Михаил Семёнович князь Глуховский (конец XIII—начало XIV в.) \| Михаил Семёнович князь Глуховский (конец XIII—начало XIV в.) \| Михаил Семёнович князь Глуховский (конец XIII—начало XIV в.) \| \| \| \| \| \| \| \| \| \| \| Александр Семёнович князь Новосильский (казнён в Орде в 1326) \| Александр Семёнович князь Новосильский (казнён в Орде в 1326) \| Александр Семёнович князь Новосильский (казнён в Орде в 1326) \| Александр Семёнович князь Новосильский (казнён в Орде в 1326) \| Александр Семёнович князь Новосильский (казнён в Орде в 1326) \| Александр Семёнович князь Новосильский (казнён в Орде в 1326) \| \| \| \| \| \| \| \| \| \| \| \| \| \| \| Всеволод Семёнович князь Устивский \| Всеволод Семёнович князь Устивский \| Всеволод Семёнович князь Устивский \| Всеволод Семёнович князь Устивский \| Всеволод Семёнович князь Устивский \| Всеволод Семёнович князь Устивский \| \| \| \| \| \| \| \| \| \| \| \| \| \| \| \| \| \| \| \| \| \| \| \| \| \| \| \| \| \| \| \| \| \| \| \| \| \| \| \| \| \| \| \| \| \| \| \| \| \| \| \| \| \| \| \| \| \| \| \| \| \| \| \| \| \| \| \| \| \| \| \| \| \| \| \| \| \| \| \| \| \| \| \| \| \| \| \| \| \| \| \| \| \| \| \| \| \| \| \| \| \| \| \| \| Семён Михайлович князь Глуховский и Новосильский (середина XIV века) \| Семён Михайлович князь Глуховский и Новосильский (середина XIV века) \| Семён Михайлович князь Глуховский и Новосильский (середина XIV века) \| Семён Михайлович князь Глуховский и Новосильский (середина XIV века) \| Семён Михайлович князь Глуховский и Новосильский (середина XIV века) \| Семён Михайлович князь Глуховский и Новосильский (середина XIV века) \| \| \| \| \| Сергей Александрович князь Новосильский (казнён в Орде в 1326 вместе с отцом) \| Сергей Александрович князь Новосильский (казнён в Орде в 1326 вместе с отцом) \| Сергей Александрович князь Новосильский (казнён в Орде в 1326 вместе с отцом) \| Сергей Александрович князь Новосильский (казнён в Орде в 1326 вместе с отцом) \| Сергей Александрович князь Новосильский (казнён в Орде в 1326 вместе с отцом) \| Сергей Александрович князь Новосильский (казнён в Орде в 1326 вместе с отцом) \| \| \| \| \| \| \| Семён Александрович князь Новосильский (1326—1350-е) \| Семён Александрович князь Новосильский (1326—1350-е) \| Семён Александрович князь Новосильский (1326—1350-е) \| Семён Александрович князь Новосильский (1326—1350-е) \| Семён Александрович князь Новосильский (1326—1350-е) \| Семён Александрович князь Новосильский (1326—1350-е) \| \| \| \| \| \| \| \| \| Михаил Всеволодович князь Устивский \| Михаил Всеволодович князь Устивский \| Михаил Всеволодович князь Устивский \| Михаил Всеволодович князь Устивский \| Михаил Всеволодович князь Устивский \| Михаил Всеволодович князь Устивский \| \| \| \| \| \| \| \| \| \| \| \| \| \| \| \| \| \| \| \| \| \| \| \| \| \| \| \| \| \| \| \| Семён Михайлович князь Глуховский и Новосильский (середина XIV века) \| Семён Михайлович князь Глуховский и Новосильский (середина XIV века) \| Семён Михайлович князь Глуховский и Новосильский (середина XIV века) \| Семён Михайлович князь Глуховский и Новосильский (середина XIV века) \| Семён Михайлович князь Глуховский и Новосильский (середина XIV века) \| Семён Михайлович князь Глуховский и Новосильский (середина XIV века) \| \| \| \| \| Сергей Александрович князь Новосильский (казнён в Орде в 1326 вместе с отцом) \| Сергей Александрович князь Новосильский (казнён в Орде в 1326 вместе с отцом) \| Сергей Александрович князь Новосильский (казнён в Орде в 1326 вместе с отцом) \| Сергей Александрович князь Новосильский (казнён в Орде в 1326 вместе с отцом) \| Сергей Александрович князь Новосильский (казнён в Орде в 1326 вместе с отцом) \| Сергей Александрович князь Новосильский (казнён в Орде в 1326 вместе с отцом) \| \| \| \| \| \| \| Семён Александрович князь Новосильский (1326—1350-е) \| Семён Александрович князь Новосильский (1326—1350-е) \| Семён Александрович князь Новосильский (1326—1350-е) \| Семён Александрович князь Новосильский (1326—1350-е) \| Семён Александрович князь Новосильский (1326—1350-е) \| Семён Александрович князь Новосильский (1326—1350-е) \| \| \| \| \| \| \| \| \| Михаил Всеволодович князь Устивский \| Михаил Всеволодович князь Устивский \| Михаил Всеволодович князь Устивский \| Михаил Всеволодович князь Устивский \| Михаил Всеволодович князь Устивский \| Михаил Всеволодович князь Устивский \| \| \| \| \| \| \| \| \| \| \| \| \| \| \| \| \| \| \| \| \| \| \| \| \| \| \| \| \| \| \| \| \| \| \| \| \| \| \| \| \| \| \| \| \| \| \| \| \| \| \| \| \| \| \| \| \| \| \| \| \| \| \| \| \| \| \| \| \| \| \| \| \| \| \| \| \| \| \| \| \| \| \| \| \| \| \| \| \| \| \| \| \| \| \| \| \| \| \| \| \| \| \| \| \| Иван Семёнович великий князь Новосильский (ум. 1370) \| Иван Семёнович великий князь Новосильский (ум. 1370) \| Иван Семёнович великий князь Новосильский (ум. 1370) \| Иван Семёнович великий князь Новосильский (ум. 1370) \| Иван Семёнович великий князь Новосильский (ум. 1370) \| Иван Семёнович великий князь Новосильский (ум. 1370) \| \| \| \| \| \| \| \| \| \| \| \| \| \| \| \| \| \| \| \| \| \| \| Роман Семёнович великий князь[12] Новосильский и Одоевский (ум. на рубеже XIV—XV вв.) \| Роман Семёнович великий князь[12] Новосильский и Одоевский (ум. на рубеже XIV—XV вв.) \| Роман Семёнович великий князь[12] Новосильский и Одоевский (ум. на рубеже XIV—XV вв.) \| Роман Семёнович великий князь[12] Новосильский и Одоевский (ум. на рубеже XIV—XV вв.) \| Роман Семёнович великий князь[12] Новосильский и Одоевский (ум. на рубеже XIV—XV вв.) \| Роман Семёнович великий князь[12] Новосильский и Одоевский (ум. на рубеже XIV—XV вв.) \| \| \| \| \| \| \| \| \| \| \| \| \| \| \| \| \| \| \| \| \| \| \| \| \| \| \| \| \| \| \| \| \| \| \| \| \| \| \| \| Иван Семёнович великий князь Новосильский (ум. 1370) \| Иван Семёнович великий князь Новосильский (ум. 1370) \| Иван Семёнович великий князь Новосильский (ум. 1370) \| Иван Семёнович великий князь Новосильский (ум. 1370) \| Иван Семёнович великий князь Новосильский (ум. 1370) \| Иван Семёнович великий князь Новосильский (ум. 1370) \| \| \| \| \| \| \| \| \| \| \| \| \| \| \| \| \| \| \| \| \| \| \| Роман Семёнович великий князь[12] Новосильский и Одоевский (ум. на рубеже XIV—XV вв.) \| Роман Семёнович великий князь[12] Новосильский и Одоевский (ум. на рубеже XIV—XV вв.) \| Роман Семёнович великий князь[12] Новосильский и Одоевский (ум. на рубеже XIV—XV вв.) \| Роман Семёнович великий князь[12] Новосильский и Одоевский (ум. на рубеже XIV—XV вв.) \| Роман Семёнович великий князь[12] Новосильский и Одоевский (ум. на рубеже XIV—XV вв.) \| Роман Семёнович великий князь[12] Новосильский и Одоевский (ум. на рубеже XIV—XV вв.) \| \| \| \| \| \| \| \| \| \| \| \| \| \| \| \| \| \| \| \| \| \| \| \| \| \| \| \| \| \| \| \| \| \| \| \| \| \| \| \| \| \| \| \| \| \| \| \| \| \| \| \| \| \| \| \| \| \| \| \| \| \| \| \| \| \| \| \| \| \| \| \| \| \| \| \| \| \| \| \| \| \| \| \| \| \| \| \| \| \| \| \| \| \| \| \| \| \| \| \| \| \| \| \| \| \| \| \| \| \| \| \| \| \| \| \| \| \| \| \| \| \| \| \| \| Василий Романович князь Новосильский и Одоевский (скорее всего умер раньше отца и потомки не могли занимать старший стол) \| Василий Романович князь Новосильский и Одоевский (скорее всего умер раньше отца и потомки не могли занимать старший стол) \| Василий Романович князь Новосильский и Одоевский (скорее всего умер раньше отца и потомки не могли занимать старший стол) \| Василий Романович князь Новосильский и Одоевский (скорее всего умер раньше отца и потомки не могли занимать старший стол) \| Василий Романович князь Новосильский и Одоевский (скорее всего умер раньше отца и потомки не могли занимать старший стол) \| Василий Романович князь Новосильский и Одоевский (скорее всего умер раньше отца и потомки не могли занимать старший стол) \| \| \| \| \| Лев Романович князь Новосильский и Одоевский (ум. около 1420) \| Лев Романович князь Новосильский и Одоевский (ум. около 1420) \| Лев Романович князь Новосильский и Одоевский (ум. около 1420) \| Лев Романович князь Новосильский и Одоевский (ум. около 1420) \| Лев Романович князь Новосильский и Одоевский (ум. около 1420) \| Лев Романович князь Новосильский и Одоевский (ум. около 1420) \| \| \| Семён Романович князь Новосильский и Одоевский (1-й или 3-й сын; упом. в 1402, 1404) \| Семён Романович князь Новосильский и Одоевский (1-й или 3-й сын; упом. в 1402, 1404) \| Семён Романович князь Новосильский и Одоевский (1-й или 3-й сын; упом. в 1402, 1404) \| Семён Романович князь Новосильский и Одоевский (1-й или 3-й сын; упом. в 1402, 1404) \| Семён Романович князь Новосильский и Одоевский (1-й или 3-й сын; упом. в 1402, 1404) \| Семён Романович князь Новосильский и Одоевский (1-й или 3-й сын; упом. в 1402, 1404) \| \| \| Юрий Романович (Черный) князь Новосильский и Одоевский (занимал старший стол; ум. около 1432) \| Юрий Романович (Черный) князь Новосильский и Одоевский (занимал старший стол; ум. около 1432) \| Юрий Романович (Черный) князь Новосильский и Одоевский (занимал старший стол; ум. около 1432) \| Юрий Романович (Черный) князь Новосильский и Одоевский (занимал старший стол; ум. около 1432) \| Юрий Романович (Черный) князь Новосильский и Одоевский (занимал старший стол; ум. около 1432) \| Юрий Романович (Черный) князь Новосильский и Одоевский (занимал старший стол; ум. около 1432) \| \| \| \| \| \| \| \| \| \| \| \| \| \| \| \| \| \| \| \| \| \| \| \| \| \| \| \| \| \| \| \| \| \| \| \| \| \| \| \| \| \| Василий Романович князь Новосильский и Одоевский (скорее всего умер раньше отца и потомки не могли занимать старший стол) \| Василий Романович князь Новосильский и Одоевский (скорее всего умер раньше отца и потомки не могли занимать старший стол) \| Василий Романович князь Новосильский и Одоевский (скорее всего умер раньше отца и потомки не могли занимать старший стол) \| Василий Романович князь Новосильский и Одоевский (скорее всего умер раньше отца и потомки не могли занимать старший стол) \| Василий Романович князь Новосильский и Одоевский (скорее всего умер раньше отца и потомки не могли занимать старший стол) \| Василий Романович князь Новосильский и Одоевский (скорее всего умер раньше отца и потомки не могли занимать старший стол) \| \| \| \| \| Лев Романович князь Новосильский и Одоевский (ум. около 1420) \| Лев Романович князь Новосильский и Одоевский (ум. около 1420) \| Лев Романович князь Новосильский и Одоевский (ум. около 1420) \| Лев Романович князь Новосильский и Одоевский (ум. около 1420) \| Лев Романович князь Новосильский и Одоевский (ум. около 1420) \| Лев Романович князь Новосильский и Одоевский (ум. около 1420) \| \| \| Семён Романович князь Новосильский и Одоевский (1-й или 3-й сын; упом. в 1402, 1404) \| Семён Романович князь Новосильский и Одоевский (1-й или 3-й сын; упом. в 1402, 1404) \| Семён Романович князь Новосильский и Одоевский (1-й или 3-й сын; упом. в 1402, 1404) \| Семён Романович князь Новосильский и Одоевский (1-й или 3-й сын; упом. в 1402, 1404) \| Семён Романович князь Новосильский и Одоевский (1-й или 3-й сын; упом. в 1402, 1404) \| Семён Романович князь Новосильский и Одоевский (1-й или 3-й сын; упом. в 1402, 1404) \| \| \| Юрий Романович (Черный) князь Новосильский и Одоевский (занимал старший стол; ум. около 1432) \| Юрий Романович (Черный) князь Новосильский и Одоевский (занимал старший стол; ум. около 1432) \| Юрий Романович (Черный) князь Новосильский и Одоевский (занимал старший стол; ум. около 1432) \| Юрий Романович (Черный) князь Новосильский и Одоевский (занимал старший стол; ум. около 1432) \| Юрий Романович (Черный) князь Новосильский и Одоевский (занимал старший стол; ум. около 1432) \| Юрий Романович (Черный) князь Новосильский и Одоевский (занимал старший стол; ум. около 1432) \| \| \| \| \| \| \| \| \| \| \| \| \| \| \| \| \| \| \| \| \| \| \| \| \| \| \| \| \| \| \| \| \| \| \| \| \| \| \| \| \| \| Князья Белёвские \| Князья Белёвские \| Князья Белёвские \| Князья Белёвские \| Князья Белёвские \| Князья Белёвские \| \| \| \| \| Князья Воротынские \| Князья Воротынские \| Князья Воротынские \| Князья Воротынские \| Князья Воротынские \| Князья Воротынские \| \| \| \| \| \| \| \| \| \| \| Князья Одоевские \| Князья Одоевские \| Князья Одоевские \| Князья Одоевские \| Князья Одоевские \| Князья Одоевские \| \| \| \| \| \| \| \| \| \| \| \| \| \| \| \| \| \| \| \| \| |  |  |  |  |  |  |  |                                                                      |                                                                      |                                                                      |                                                                      |                                                                      |                                                                      |  |  |  |  |                                                                               |                                                                               | | | | | | |                                                               |                                                               |                                                               |                                                               |                                                               |                                                               |                                                               |                                                               |                                                               |                                                               |                                                                                   |                                                                                   |                                                                                      |                                                                                      |                                                                                      |                                                                                      |                                                                                      |                                                                                      |                                     |                                     |                                                                                               |                                                                                               |                                                                                               |                                                                                               |                                                                                               |                                                                                               |  |  |  |  |  |  |  |  |  |  |  |  |  |  |  |  |  |  |  |  |
| |  |  |  |  |  |  |  |                                                                      |                                                                      |                                                                      |                                                                      |                                                                      |                                                                      |  |  |  |  |                                                                               |                                                                               | | | | | | |                                                               |                                                               | Семён Михайлович князь Глуховский (2-я половина XIII в.)      |                                                               |                                                               |                                                               |                                                               |                                                               |                                                               |                                                               |                                                                                   |                                                                                   |                                                                                      |                                                                                      |                                                                                      |                                                                                      |                                                                                      |                                                                                      |                                     |                                     |                                                                                               |                                                                                               |                                                                                               |                                                                                               |                                                                                               |                                                                                               |  |  |  |  |  |  |  |  |  |  |  |  |  |  |  |  |  |  |  |  |
| |  |  |  |  |  |  |  |                                                                      |                                                                      |                                                                      |                                                                      |                                                                      |                                                                      |  |  |  |  |                                                                               |                                                                               | | | | | | |                                                               |                                                               |                                                               |                                                               |                                                               |                                                               |                                                               |                                                               |                                                               |                                                               |                                                                                   |                                                                                   |                                                                                      |                                                                                      |                                                                                      |                                                                                      |                                                                                      |                                                                                      |                                     |                                     |                                                                                               |                                                                                               |                                                                                               |                                                                                               |                                                                                               |                                                                                               |  |  |  |  |  |  |  |  |  |  |  |  |  |  |  |  |  |  |  |  |
| |  |  |  |  |  |  |  |                                                                      |                                                                      |                                                                      |                                                                      |                                                                      |                                                                      |  |  |  |  |                                                                               |                                                                               | | | | | | |                                                               |                                                               |                                                               |                                                               |                                                               |                                                               |                                                               |                                                               |                                                               |                                                               |                                                                                   |                                                                                   |                                                                                      |                                                                                      |                                                                                      |                                                                                      |                                                                                      |                                                                                      |                                     |                                     |                                                                                               |                                                                                               |                                                                                               |                                                                                               |                                                                                               |                                                                                               |  |  |  |  |  |  |  |  |  |  |  |  |  |  |  |  |  |  |  |  |
| |  |  |  |  |  |  |  | Михаил Семёнович князь Глуховский (конец XIII—начало XIV в.)         | Михаил Семёнович князь Глуховский (конец XIII—начало XIV в.)         | Михаил Семёнович князь Глуховский (конец XIII—начало XIV в.)         | Михаил Семёнович князь Глуховский (конец XIII—начало XIV в.)         | Михаил Семёнович князь Глуховский (конец XIII—начало XIV в.)         | Михаил Семёнович князь Глуховский (конец XIII—начало XIV в.)         |  |  |  |  |                                                                               |                                                                               | | | | | Александр Семёнович князь Новосильский (казнён в Орде в 1326)                                                             | Александр Семёнович князь Новосильский (казнён в Орде в 1326)                                                             | Александр Семёнович князь Новосильский (казнён в Орде в 1326) | Александр Семёнович князь Новосильский (казнён в Орде в 1326) | Александр Семёнович князь Новосильский (казнён в Орде в 1326) | Александр Семёнович князь Новосильский (казнён в Орде в 1326) |                                                               |                                                               |                                                               |                                                               |                                                               |                                                               |                                                                                   |                                                                                   |                                                                                      |                                                                                      |                                                                                      |                                                                                      |                                                                                      |                                                                                      | Всеволод Семёнович князь Устивский  | Всеволод Семёнович князь Устивский  | Всеволод Семёнович князь Устивский                                                            | Всеволод Семёнович князь Устивский                                                            | Всеволод Семёнович князь Устивский                                                            | Всеволод Семёнович князь Устивский                                                            |                                                                                               |                                                                                               |  |  |  |  |  |  |  |  |  |  |  |  |  |  |  |  |  |  |  |  |
| |  |  |  |  |  |  |  | Михаил Семёнович князь Глуховский (конец XIII—начало XIV в.)         | Михаил Семёнович князь Глуховский (конец XIII—начало XIV в.)         | Михаил Семёнович князь Глуховский (конец XIII—начало XIV в.)         | Михаил Семёнович князь Глуховский (конец XIII—начало XIV в.)         | Михаил Семёнович князь Глуховский (конец XIII—начало XIV в.)         | Михаил Семёнович князь Глуховский (конец XIII—начало XIV в.)         |  |  |  |  |                                                                               |                                                                               | | | | | Александр Семёнович князь Новосильский (казнён в Орде в 1326)                                                             | Александр Семёнович князь Новосильский (казнён в Орде в 1326)                                                             | Александр Семёнович князь Новосильский (казнён в Орде в 1326) | Александр Семёнович князь Новосильский (казнён в Орде в 1326) | Александр Семёнович князь Новосильский (казнён в Орде в 1326) | Александр Семёнович князь Новосильский (казнён в Орде в 1326) |                                                               |                                                               |                                                               |                                                               |                                                               |                                                               |                                                                                   |                                                                                   |                                                                                      |                                                                                      |                                                                                      |                                                                                      |                                                                                      |                                                                                      | Всеволод Семёнович князь Устивский  | Всеволод Семёнович князь Устивский  | Всеволод Семёнович князь Устивский                                                            | Всеволод Семёнович князь Устивский                                                            | Всеволод Семёнович князь Устивский                                                            | Всеволод Семёнович князь Устивский                                                            |                                                                                               |                                                                                               |  |  |  |  |  |  |  |  |  |  |  |  |  |  |  |  |  |  |  |  |
| |  |  |  |  |  |  |  |                                                                      |                                                                      |                                                                      |                                                                      |                                                                      |                                                                      |  |  |  |  |                                                                               |                                                                               | | | | | | |                                                               |                                                               |                                                               |                                                               |                                                               |                                                               |                                                               |                                                               |                                                               |                                                               |                                                                                   |                                                                                   |                                                                                      |                                                                                      |                                                                                      |                                                                                      |                                                                                      |                                                                                      |                                     |                                     |                                                                                               |                                                                                               |                                                                                               |                                                                                               |                                                                                               |                                                                                               |  |  |  |  |  |  |  |  |  |  |  |  |  |  |  |  |  |  |  |  |
| |  |  |  |  |  |  |  | Семён Михайлович князь Глуховский и Новосильский (середина XIV века) | Семён Михайлович князь Глуховский и Новосильский (середина XIV века) | Семён Михайлович князь Глуховский и Новосильский (середина XIV века) | Семён Михайлович князь Глуховский и Новосильский (середина XIV века) | Семён Михайлович князь Глуховский и Новосильский (середина XIV века) | Семён Михайлович князь Глуховский и Новосильский (середина XIV века) |  |  |  |  | Сергей Александрович князь Новосильский (казнён в Орде в 1326 вместе с отцом) | Сергей Александрович князь Новосильский (казнён в Орде в 1326 вместе с отцом) | Сергей Александрович князь Новосильский (казнён в Орде в 1326 вместе с отцом)                                             | Сергей Александрович князь Новосильский (казнён в Орде в 1326 вместе с отцом)                                             | Сергей Александрович князь Новосильский (казнён в Орде в 1326 вместе с отцом)                                             | Сергей Александрович князь Новосильский (казнён в Орде в 1326 вместе с отцом)                                             | | |                                                               |                                                               |                                                               |                                                               | Семён Александрович князь Новосильский (1326—1350-е)          | Семён Александрович князь Новосильский (1326—1350-е)          | Семён Александрович князь Новосильский (1326—1350-е)          | Семён Александрович князь Новосильский (1326—1350-е)          | Семён Александрович князь Новосильский (1326—1350-е)          | Семён Александрович князь Новосильский (1326—1350-е)          |                                                                                   |                                                                                   |                                                                                      |                                                                                      |                                                                                      |                                                                                      |                                                                                      |                                                                                      | Михаил Всеволодович князь Устивский | Михаил Всеволодович князь Устивский | Михаил Всеволодович князь Устивский                                                           | Михаил Всеволодович князь Устивский                                                           | Михаил Всеволодович князь Устивский                                                           | Михаил Всеволодович князь Устивский                                                           |                                                                                               |                                                                                               |  |  |  |  |  |  |  |  |  |  |  |  |  |  |  |  |  |  |  |  |
| |  |  |  |  |  |  |  | Семён Михайлович князь Глуховский и Новосильский (середина XIV века) | Семён Михайлович князь Глуховский и Новосильский (середина XIV века) | Семён Михайлович князь Глуховский и Новосильский (середина XIV века) | Семён Михайлович князь Глуховский и Новосильский (середина XIV века) | Семён Михайлович князь Глуховский и Новосильский (середина XIV века) | Семён Михайлович князь Глуховский и Новосильский (середина XIV века) |  |  |  |  | Сергей Александрович князь Новосильский (казнён в Орде в 1326 вместе с отцом) | Сергей Александрович князь Новосильский (казнён в Орде в 1326 вместе с отцом) | Сергей Александрович князь Новосильский (казнён в Орде в 1326 вместе с отцом)                                             | Сергей Александрович князь Новосильский (казнён в Орде в 1326 вместе с отцом)                                             | Сергей Александрович князь Новосильский (казнён в Орде в 1326 вместе с отцом)                                             | Сергей Александрович князь Новосильский (казнён в Орде в 1326 вместе с отцом)                                             | | |                                                               |                                                               |                                                               |                                                               | Семён Александрович князь Новосильский (1326—1350-е)          | Семён Александрович князь Новосильский (1326—1350-е)          | Семён Александрович князь Новосильский (1326—1350-е)          | Семён Александрович князь Новосильский (1326—1350-е)          | Семён Александрович князь Новосильский (1326—1350-е)          | Семён Александрович князь Новосильский (1326—1350-е)          |                                                                                   |                                                                                   |                                                                                      |                                                                                      |                                                                                      |                                                                                      |                                                                                      |                                                                                      | Михаил Всеволодович князь Устивский | Михаил Всеволодович князь Устивский | Михаил Всеволодович князь Устивский                                                           | Михаил Всеволодович князь Устивский                                                           | Михаил Всеволодович князь Устивский                                                           | Михаил Всеволодович князь Устивский                                                           |                                                                                               |                                                                                               |  |  |  |  |  |  |  |  |  |  |  |  |  |  |  |  |  |  |  |  |
| |  |  |  |  |  |  |  |                                                                      |                                                                      |                                                                      |                                                                      |                                                                      |                                                                      |  |  |  |  |                                                                               |                                                                               | | | | | | |                                                               |                                                               |                                                               |                                                               |                                                               |                                                               |                                                               |                                                               |                                                               |                                                               |                                                                                   |                                                                                   |                                                                                      |                                                                                      |                                                                                      |                                                                                      |                                                                                      |                                                                                      |                                     |                                     |                                                                                               |                                                                                               |                                                                                               |                                                                                               |                                                                                               |                                                                                               |  |  |  |  |  |  |  |  |  |  |  |  |  |  |  |  |  |  |  |  |
| |  |  |  |  |  |  |  | Иван Семёнович великий князь Новосильский (ум. 1370)                 | Иван Семёнович великий князь Новосильский (ум. 1370)                 | Иван Семёнович великий князь Новосильский (ум. 1370)                 | Иван Семёнович великий князь Новосильский (ум. 1370)                 | Иван Семёнович великий князь Новосильский (ум. 1370)                 | Иван Семёнович великий князь Новосильский (ум. 1370)                 |  |  |  |  |                                                                               |                                                                               | | | | | | |                                                               |                                                               |                                                               |                                                               |                                                               |                                                               |                                                               |                                                               |                                                               |                                                               | Роман Семёнович великий князь Новосильский и Одоевский (ум. на рубеже XIV—XV вв.) | Роман Семёнович великий князь Новосильский и Одоевский (ум. на рубеже XIV—XV вв.) | Роман Семёнович великий князь Новосильский и Одоевский (ум. на рубеже XIV—XV вв.)    | Роман Семёнович великий князь Новосильский и Одоевский (ум. на рубеже XIV—XV вв.)    | Роман Семёнович великий князь Новосильский и Одоевский (ум. на рубеже XIV—XV вв.)    | Роман Семёнович великий князь Новосильский и Одоевский (ум. на рубеже XIV—XV вв.)    |                                                                                      |                                                                                      |                                     |                                     |                                                                                               |                                                                                               |                                                                                               |                                                                                               |                                                                                               |                                                                                               |  |  |  |  |  |  |  |  |  |  |  |  |  |  |  |  |  |  |  |  |
| |  |  |  |  |  |  |  | Иван Семёнович великий князь Новосильский (ум. 1370)                 | Иван Семёнович великий князь Новосильский (ум. 1370)                 | Иван Семёнович великий князь Новосильский (ум. 1370)                 | Иван Семёнович великий князь Новосильский (ум. 1370)                 | Иван Семёнович великий князь Новосильский (ум. 1370)                 | Иван Семёнович великий князь Новосильский (ум. 1370)                 |  |  |  |  |                                                                               |                                                                               | | | | | | |                                                               |                                                               |                                                               |                                                               |                                                               |                                                               |                                                               |                                                               |                                                               |                                                               | Роман Семёнович великий князь Новосильский и Одоевский (ум. на рубеже XIV—XV вв.) | Роман Семёнович великий князь Новосильский и Одоевский (ум. на рубеже XIV—XV вв.) | Роман Семёнович великий князь Новосильский и Одоевский (ум. на рубеже XIV—XV вв.)    | Роман Семёнович великий князь Новосильский и Одоевский (ум. на рубеже XIV—XV вв.)    | Роман Семёнович великий князь Новосильский и Одоевский (ум. на рубеже XIV—XV вв.)    | Роман Семёнович великий князь Новосильский и Одоевский (ум. на рубеже XIV—XV вв.)    |                                                                                      |                                                                                      |                                     |                                     |                                                                                               |                                                                                               |                                                                                               |                                                                                               |                                                                                               |                                                                                               |  |  |  |  |  |  |  |  |  |  |  |  |  |  |  |  |  |  |  |  |
| |  |  |  |  |  |  |  |                                                                      |                                                                      |                                                                      |                                                                      |                                                                      |                                                                      |  |  |  |  |                                                                               |                                                                               | | | | | | |                                                               |                                                               |                                                               |                                                               |                                                               |                                                               |                                                               |                                                               |                                                               |                                                               |                                                                                   |                                                                                   |                                                                                      |                                                                                      |                                                                                      |                                                                                      |                                                                                      |                                                                                      |                                     |                                     |                                                                                               |                                                                                               |                                                                                               |                                                                                               |                                                                                               |                                                                                               |  |  |  |  |  |  |  |  |  |  |  |  |  |  |  |  |  |  |  |  |
| |  |  |  |  |  |  |  |                                                                      |                                                                      |                                                                      |                                                                      |                                                                      |                                                                      |  |  |  |  |                                                                               |                                                                               | Василий Романович князь Новосильский и Одоевский (скорее всего умер раньше отца и потомки не могли занимать старший стол) | Василий Романович князь Новосильский и Одоевский (скорее всего умер раньше отца и потомки не могли занимать старший стол) | Василий Романович князь Новосильский и Одоевский (скорее всего умер раньше отца и потомки не могли занимать старший стол) | Василий Романович князь Новосильский и Одоевский (скорее всего умер раньше отца и потомки не могли занимать старший стол) | Василий Романович князь Новосильский и Одоевский (скорее всего умер раньше отца и потомки не могли занимать старший стол) | Василий Романович князь Новосильский и Одоевский (скорее всего умер раньше отца и потомки не могли занимать старший стол) |                                                               |                                                               |                                                               |                                                               | Лев Романович князь Новосильский и Одоевский (ум. около 1420) | Лев Романович князь Новосильский и Одоевский (ум. около 1420) | Лев Романович князь Новосильский и Одоевский (ум. около 1420) | Лев Романович князь Новосильский и Одоевский (ум. около 1420) | Лев Романович князь Новосильский и Одоевский (ум. около 1420) | Лев Романович князь Новосильский и Одоевский (ум. около 1420) |                                                                                   |                                                                                   | Семён Романович князь Новосильский и Одоевский (1-й или 3-й сын; упом. в 1402, 1404) | Семён Романович князь Новосильский и Одоевский (1-й или 3-й сын; упом. в 1402, 1404) | Семён Романович князь Новосильский и Одоевский (1-й или 3-й сын; упом. в 1402, 1404) | Семён Романович князь Новосильский и Одоевский (1-й или 3-й сын; упом. в 1402, 1404) | Семён Романович князь Новосильский и Одоевский (1-й или 3-й сын; упом. в 1402, 1404) | Семён Романович князь Новосильский и Одоевский (1-й или 3-й сын; упом. в 1402, 1404) |                                     |                                     | Юрий Романович (Черный) князь Новосильский и Одоевский (занимал старший стол; ум. около 1432) | Юрий Романович (Черный) князь Новосильский и Одоевский (занимал старший стол; ум. около 1432) | Юрий Романович (Черный) князь Новосильский и Одоевский (занимал старший стол; ум. около 1432) | Юрий Романович (Черный) князь Новосильский и Одоевский (занимал старший стол; ум. около 1432) | Юрий Романович (Черный) князь Новосильский и Одоевский (занимал старший стол; ум. около 1432) | Юрий Романович (Черный) князь Новосильский и Одоевский (занимал старший стол; ум. около 1432) |  |  |  |  |  |  |  |  |  |  |  |  |  |  |  |  |  |  |  |  |
| |  |  |  |  |  |  |  |                                                                      |                                                                      |                                                                      |                                                                      |                                                                      |                                                                      |  |  |  |  |                                                                               |                                                                               | Василий Романович князь Новосильский и Одоевский (скорее всего умер раньше отца и потомки не могли занимать старший стол) | Василий Романович князь Новосильский и Одоевский (скорее всего умер раньше отца и потомки не могли занимать старший стол) | Василий Романович князь Новосильский и Одоевский (скорее всего умер раньше отца и потомки не могли занимать старший стол) | Василий Романович князь Новосильский и Одоевский (скорее всего умер раньше отца и потомки не могли занимать старший стол) | Василий Романович князь Новосильский и Одоевский (скорее всего умер раньше отца и потомки не могли занимать старший стол) | Василий Романович князь Новосильский и Одоевский (скорее всего умер раньше отца и потомки не могли занимать старший стол) |                                                               |                                                               |                                                               |                                                               | Лев Романович князь Новосильский и Одоевский (ум. около 1420) | Лев Романович князь Новосильский и Одоевский (ум. около 1420) | Лев Романович князь Новосильский и Одоевский (ум. около 1420) | Лев Романович князь Новосильский и Одоевский (ум. около 1420) | Лев Романович князь Новосильский и Одоевский (ум. около 1420) | Лев Романович князь Новосильский и Одоевский (ум. около 1420) |                                                                                   |                                                                                   | Семён Романович князь Новосильский и Одоевский (1-й или 3-й сын; упом. в 1402, 1404) | Семён Романович князь Новосильский и Одоевский (1-й или 3-й сын; упом. в 1402, 1404) | Семён Романович князь Новосильский и Одоевский (1-й или 3-й сын; упом. в 1402, 1404) | Семён Романович князь Новосильский и Одоевский (1-й или 3-й сын; упом. в 1402, 1404) | Семён Романович князь Новосильский и Одоевский (1-й или 3-й сын; упом. в 1402, 1404) | Семён Романович князь Новосильский и Одоевский (1-й или 3-й сын; упом. в 1402, 1404) |                                     |                                     | Юрий Романович (Черный) князь Новосильский и Одоевский (занимал старший стол; ум. около 1432) | Юрий Романович (Черный) князь Новосильский и Одоевский (занимал старший стол; ум. около 1432) | Юрий Романович (Черный) князь Новосильский и Одоевский (занимал старший стол; ум. около 1432) | Юрий Романович (Черный) князь Новосильский и Одоевский (занимал старший стол; ум. около 1432) | Юрий Романович (Черный) князь Новосильский и Одоевский (занимал старший стол; ум. около 1432) | Юрий Романович (Черный) князь Новосильский и Одоевский (занимал старший стол; ум. около 1432) |  |  |  |  |  |  |  |  |  |  |  |  |  |  |  |  |  |  |  |  |
| |  |  |  |  |  |  |  |                                                                      |                                                                      |                                                                      |                                                                      |                                                                      |                                                                      |  |  |  |  |                                                                               |                                                                               | Князья Белёвские | Князья Белёвские | Князья Белёвские | Князья Белёвские | Князья Белёвские | Князья Белёвские |                                                               |                                                               |                                                               |                                                               | Князья Воротынские                                            | Князья Воротынские                                            | Князья Воротынские                                            | Князья Воротынские                                            | Князья Воротынские                                            | Князья Воротынские                                            |                                                                                   |                                                                                   |                                                                                      |                                                                                      |                                                                                      |                                                                                      |                                                                                      |                                                                                      |                                     |                                     | Князья Одоевские                                                                              | Князья Одоевские                                                                              | Князья Одоевские                                                                              | Князья Одоевские                                                                              | Князья Одоевские                                                                              | Князья Одоевские                                                                              |  |  |  |  |  |  |  |  |  |  |  |  |  |  |  |  |  |  |  |  |

| М. М. Кром и Р. В. Зотов предлагают следующую последовательность княжений: - Семён Михайлович - Михаил Семёнович - Семён Михайлович - Роман Семёнович | Они же (М. М. Кром и Р. В. Зотов) ссылаются на альтернативную версию, предложенную исследователем Любецкого синодика Н. Д. Квашниным-Самариным, где вместо Михаила Семёновича приводится Александр Семёнович: - Семён Михайлович - Александр Семёнович - Семён Александрович - Роман Семёнович Этой же версии придерживаются исследователи В. М. Неделин и Р. А. Беспалов. |

## Археологическая культура
Археологические материалы, полученные с многочисленных верхнеокских поселений, позволяют определить культуру народов населявших этот регион. До расселения восточнославянских племён западную и центральную части населяли племена балтской языковой группы, небольшую восточную территорию — финно-угорские народы. Славяне смешивались с местным населением и ассимилировали их. Основным типом поселений были неукреплённые селища; городища составляли незначительную часть. При постройке укреплённых поселений использовались природные преграды — реки, овраги, болота. Напольная сторона укреплялась насыпным валом и рвом. Жилища представляли собой наземные срубные постройки (чаще однокамерные) и углубленные в землю полуземлянки и землянки, ориентированные сторонами или углами по сторонам света. Домовые печи сооружались глинобитными или каменно-глинобитными с подом на уровне пола или на столбовом опечке; топились по-чёрному. Кирпичные печи встречались редко и в наиболее богатых домах. Хозяйственные постройки были как наземного типа — амбары, загоны для скота, так и углубленные в землю — погреба, ямы для хранения зерна и овощей. Повсеместно имелись производственные постройки, предназначенные для добывания железа и железоделательного ремесла — домницы, кузни, а также мастерские с гончарными горнами для изготовления керамики.

## Денежное обращение
В качестве денег на территории княжества использовались в основном данги Золотой Орды, а также монеты разных русских княжеств и пражские гроши, которые были широко распространены в княжестве Литовском. Монеты проникали по торговым маршрутам. Из Орды: по речному пути с Волги через переволоку, в самом узком месте, до Дона; по сухопутной дороге — Муравскому шляху.